# Best of the B'Sides
Best of the B'Sides е компилация от б-страните на британската хевиметъл група Iron Maiden. Издаден е на 4 ноември 2002 г., като част от „Eddie's Archive“. Всяка песен е ремастерирана и придружена от кратък коментар на Род Смалуд. Много от оригиналните б-страни на групата не са включени в компилацията: Mission From 'Arry (от 2 Minutes to Midnight), Massacre (кавър на Тин Лизи от Can I Play with Madness), Bayswater Ain't a Bad Place to Be (от Be Quick or Be Dead), I Live My Way (от Man on the Edge) и голям брой концертни изпълнения.

### Диск 1
1. „Burning Ambition“ (от Running Free) – 2:42
2. „Drifter (live)“ (от Sanctuary) – 6:03
3. „Invasion“ (от Women in Uniform) – 2:39
4. „Remember Tomorrow (live)“ (от „The Number of the Beast“) – 5:28
5. „I've Got the Fire“ (Рони Монтрос, кавър на Монтрос; от Flight of Icarus, 1983;) – 2:39
6. „Cross-Eyed Mary“ (Иън Андерсън, кавър на Джетро Тъл; The Trooper) – 3:56
7. „Rainbow's Gold“ (кавър на Тери Слесър; от 2 Minutes to Midnight) – 4:59
8. „King of Twilight“ (Нектар; от Aces High) – 4:53
9. „Reach Out“ (Дейв Коуел); вокалите се изпълняват от Ейдриън Смит (от Wasted Years) – 3:33
10. „That Girl“ (Анди Барнет, Голдсуорд, Джуп, кавър на ФМ; от „Stranger in a Strange Land“) – 5:05
11. „Juanita“ (Стив Барнакъл, Дерек О'Нийл, кавър на Маршъл Фюри; от Stranger in a Strange Land) – 3:47
12. „The Sheriff of Huddersfield“ (от Wasted Years) – 3:35
13. „Black Bart Blues“ (от Can I Play with Madness) – 6:41
14. „Prowler '88“ (от The Evil That Men Do) – 4:09
15. „Charlotte the Harlot '88“ (от The Evil That Men Do) – 4:13

### Диск 2
1. „All In Your Mind“ (Дел Бромъм, кавър на Стрей; от Holy Smoke) – 4:31
2. „Kill Me Ce Soir“ (Джордж Койоманс, Бари Хей, кавър на Голдън Иъринг; от Holy Smoke) – 6:17
3. „I'm a Mover“ (Анди Фрейзър, Пол Роджърс, кавър на Фрий; от Bring Your Daughter... to the Slaughter) – 3:29
4. „Communication Breakdown“ (Джон Бонъм, Джон Пол Джоунс, Джими Пейдж, кавър на Лед Цепелин; от Bring Your Daughter... to the Slaughter) – 2:42
5. „Nodding Donkey Blues“ (от Be Quick or Be Dead) – 3:17
6. „Space Station No.5“ (Рони Монтрос, кавър на Монтрос; от Be Quick or Be Dead) – 3:47
7. „I Can't See My Feelings“ (кавър на Бъджи; от From Here to Eternity) – 3:50
8. „Roll Over Vic Vella“ (кавър на Чък Бери, с променен текст; от From Here to Eternity) – 4:48
9. „Justice of the Peace“ (от Man on the Edge) – 3:33
10. „Judgement Day“ (от Man on the Edge) – 4:04
11. „My Generation“ (Пийт Таунсенд, кавър на Ху; от Lord of the Flies) – 3:37
12. „Doctor Doctor“ (Майкъл Шенкер, кавър на UFO; от Lord of the Flies) – 4:50
13. „Blood on the Worlds Hands (live)“ (от The Angel and the Gambler) – 6:07
14. „The Aftermath (live)“ (от The Angel and the Gambler) – 6:45
15. „Futureal (live)“ (от The Wicker Man) – 3:01
16. „Wasted Years '99 (live)“ (от Out of the Silent Planet)— 5:07